# Paratrichius alexis
Paratrichius alexis är en skalbaggsart som beskrevs av Krajcik 2007. Paratrichius alexis ingår i släktet Paratrichius och familjen Cetoniidae. Inga underarter finns listade i Catalogue of Life.